# Jamón ibérico
El jamón ibérico es un tipo de jamón serrano procedente del cerdo de raza ibérica, muy considerado en la gastronomía española y en la portuguesa (presunto ibérico), que se considera como un artículo de alta cocina y un manjar exquisito.
Para su producción es preciso que la pieza cuente como mínimo con un 50 % de pureza de esta raza para poder llamarse «jamón ibérico», aunque los de máxima calidad son los jamones 100 % ibéricos procedentes de cerdos ibéricos en los que ambos progenitores son de raza 100 % ibérico testificada. Para el resto de los jamones ibéricos se permiten los cruces con la raza de cerdo Duroc. Las principales características que distinguen los jamones ibéricos en su calidad derivan de la pureza de la raza de los animales, de la cría en régimen extensivo de libertad del cerdo ibérico en dehesas arboladas donde puedan moverse ampliamente y realizar ejercicio físico, de la alimentación que siga el cerdo en el período de montanera, y por último de la curación del jamón, que suele extenderse entre 24 y 48 meses, necesitando más tiempo de curación cuanto mayor sea el tamaño de la pieza y mayor cantidad de bellotas o nueces que haya ingerido el cerdo.

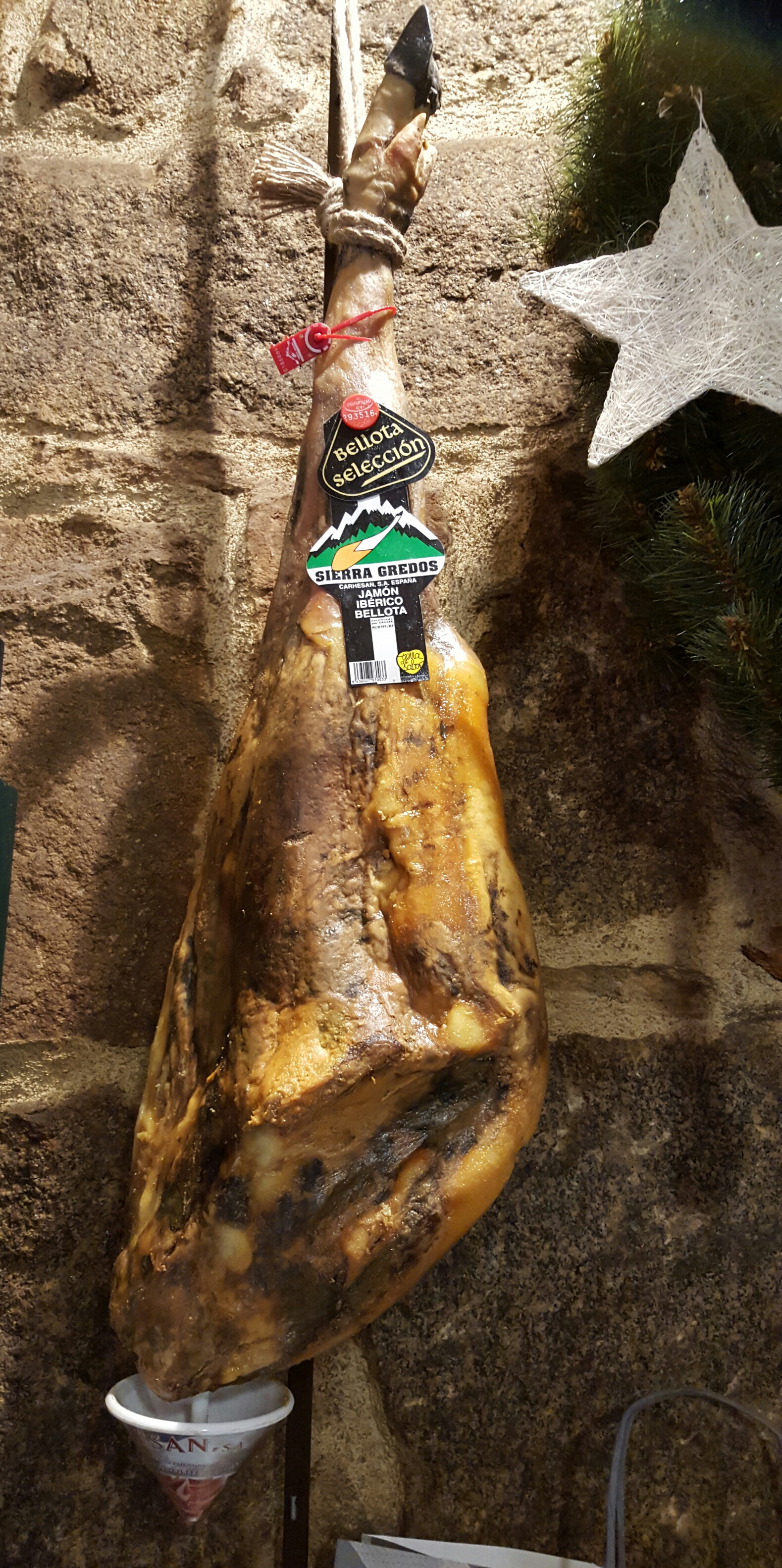
Jamón Ibérico.

## Clasificación

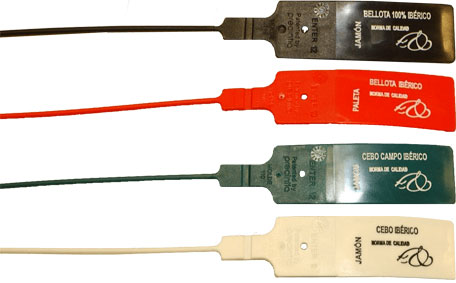
Bridas de calidad para el jamón ibérico

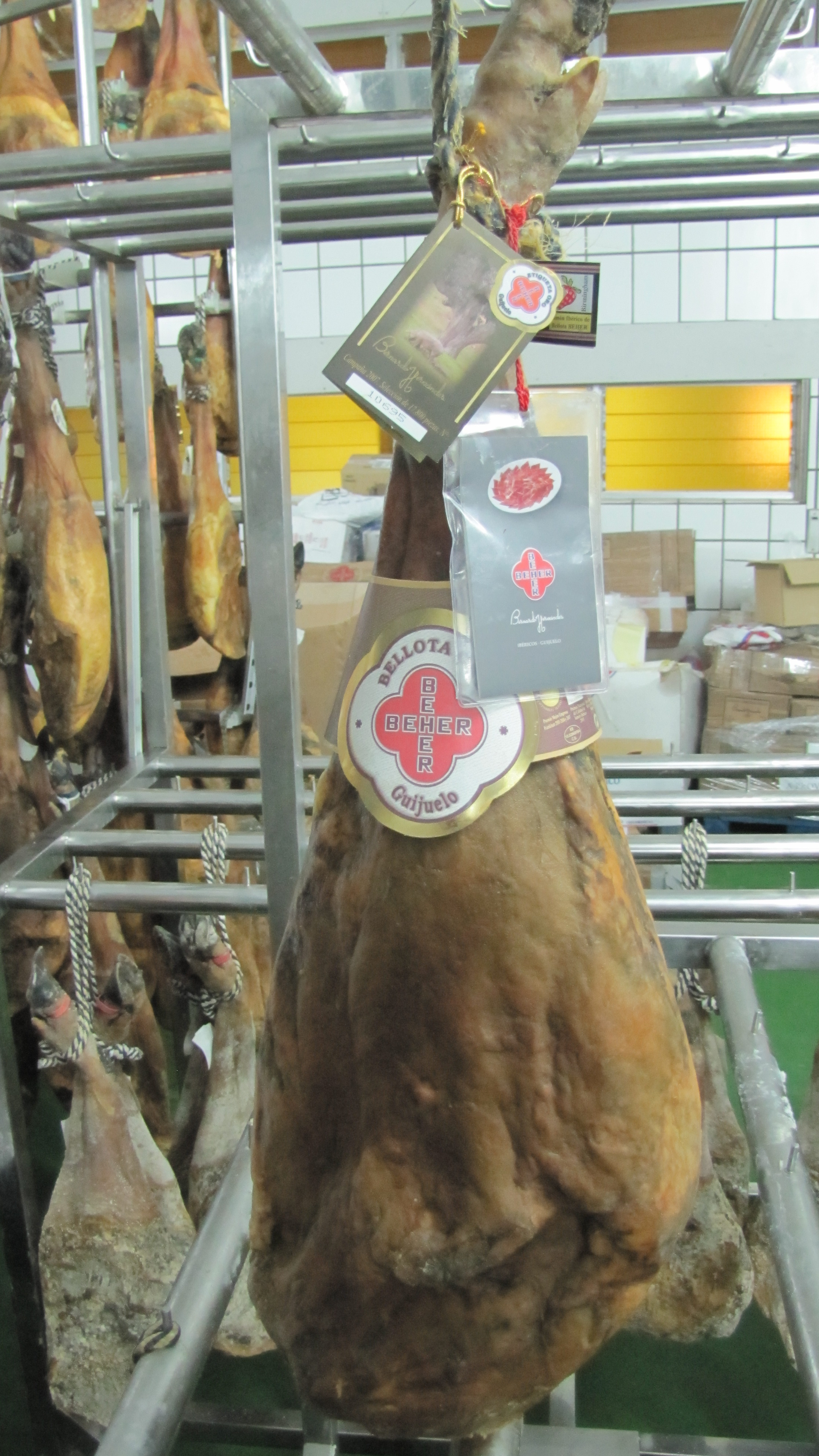
Un jamón ibérico de bellota.

La alimentación del cerdo es tan importante que este jamón se clasifica básicamente según la cantidad de bellota que haya consumido antes del sacrificio. La única clasificación oficial permitida para los jamones ibéricos, y que debe aparecer en las etiquetas del jamón, es:
- Jamón ibérico de cebo, o terminado en «cebo», animal que se cría en un cebadero y recibe una alimentación a base de piensos (cereales y leguminosas);
- Jamón ibérico de cebo campo, o terminado en «cebo/campo», animal que se cría en dehesa y recibe una alimentación a base de hierbas y piensos (cereales y leguminosas);
- Jamón ibérico de recebo, o terminado en «recebo», animal que se cría en dehesa, recibe una alimentación a base de hierbas y piensos (cereales y leguminosas), y en el período de montanera come bellota, pero tras la montanera no alcanza el peso óptimo para el sacrificio (14 @) y necesita un aporte suplementario de piensos (cereales y leguminosas) y pastos para alcanzar dicho peso de sacrificio. Este término queda en desuso a partir de la nueva normativa del cerdo ibérico de mayo de 2014 y queda prohibido su comercialización con esta denominación para los jamones y paletillas producidas a partir de esa fecha.
- Jamón ibérico de bellota, o terminado en «bellota», animal que se cría en dehesa, recibe una alimentación a base de hierbas y piensos (cereales y leguminosas), y en el período de montanera (engorde) (unos 2, 3 o hasta 4 meses entre noviembre y marzo) se alimenta de bellotas y pastos, alcanzando el peso óptimo de sacrificio.[4]

Sin embargo, tras la reforma aprobada en mayo de 2014, cambia ligeramente las denominaciones y para evitar posibles confusiones al consumidor final se establece un etiquetado común a todos los productores en los que en el propio matadero se marca cada una de las piezas con una abrazadera inviolable de diferentes colores, que especificará la calidad de cada uno de los productos sobre la base de la siguiente denominación:
- Etiqueta blanca: Jamón de Cebo ibérico procedente de cerdos ibéricos alimentados en régimen de intensivo a base de piensos elaborados con cereales y leguminosas.
- Etiqueta verde: Jamón Cebo de Campo ibérico, al igual que el anterior, proceden de cerdos ibéricos, pero en este caso alimentados en extensivo en dehesas, con lo que acompañan su alimentación con pastos naturales y su carne se ve favorecida por el trabajo que realizan en libertad.

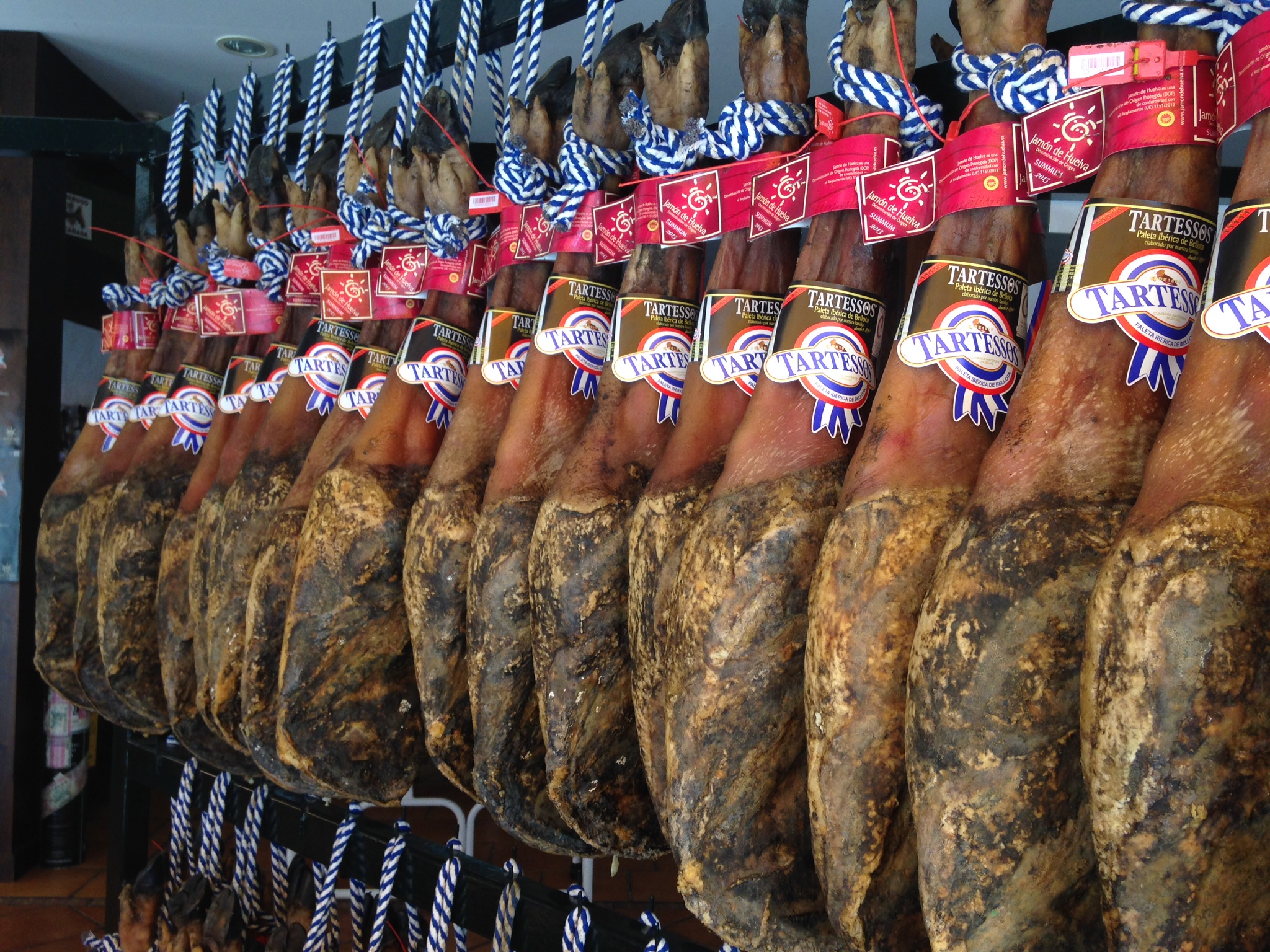
Jamones de la DOP Jabugo.

- Etiqueta roja: Jamón de Bellota ibérico que identifica a los jamones que sean de raza ibérica, al menos de cerdos 50% ibéricos, y alimentados a base de bellota y pastos en la época de montanera
- Etiqueta negra: Jamón de bellota 100 % ibérico, es la más alta gama de los jamones ibéricos. Son cerdos de raza pura ibérica alimentados en las dehesas a base de bellotas y pastos. Estos jamones son los únicos que se pueden denominar jamones pata negra, según la nueva normativa antes mencionada.

Los productores están obligados a especificar en el etiquetado propio de la marca el porcentaje de raza ibérica del jamón y no utilizar imágenes ni nombres comerciales que puedan ocasionar confusión al consumidor.
El jamón ibérico se distingue del resto por su textura, aroma y sabor singulares y distinguibles. La carne tiene sabor delicado, poco salado o dulce y de aroma agradable. El sabor varía según el grado de bellota que haya comido el cerdo, y del ejercicio que haya hecho.
Para asegurar la calidad del jamón y proteger al cliente del fraude por desconocimiento, algunas regiones con tradición de elaboración de jamones crearon, junto con el Ministerio de Agricultura de España, las denominaciones de origen. Estas exigen y controlan que los jamones ibéricos cumplan unas determinadas características para poder llevar su sello de calidad. Este proceso de supervisión, llevado a cabo por el Consejo Regulador de la Denominación de Origen, eleva el precio del producto, pero da cierta garantía y facilita al ganadero la venta del producto. Sin embargo, hay ganaderos y fabricantes de jamones que, pese a estar en zonas igualmente propicias para la cría y elaboración del jamón y con productos de buena calidad, no pertenecen a dichas denominaciones.

## Denominación de origen
Las denominaciones de origen reconocidas por la Unión Europea del cerdo ibérico, están protegidas legalmente por el Reglamento Europeo (CE) nº 510/2006 del Consejo de la Unión Europea, y son:

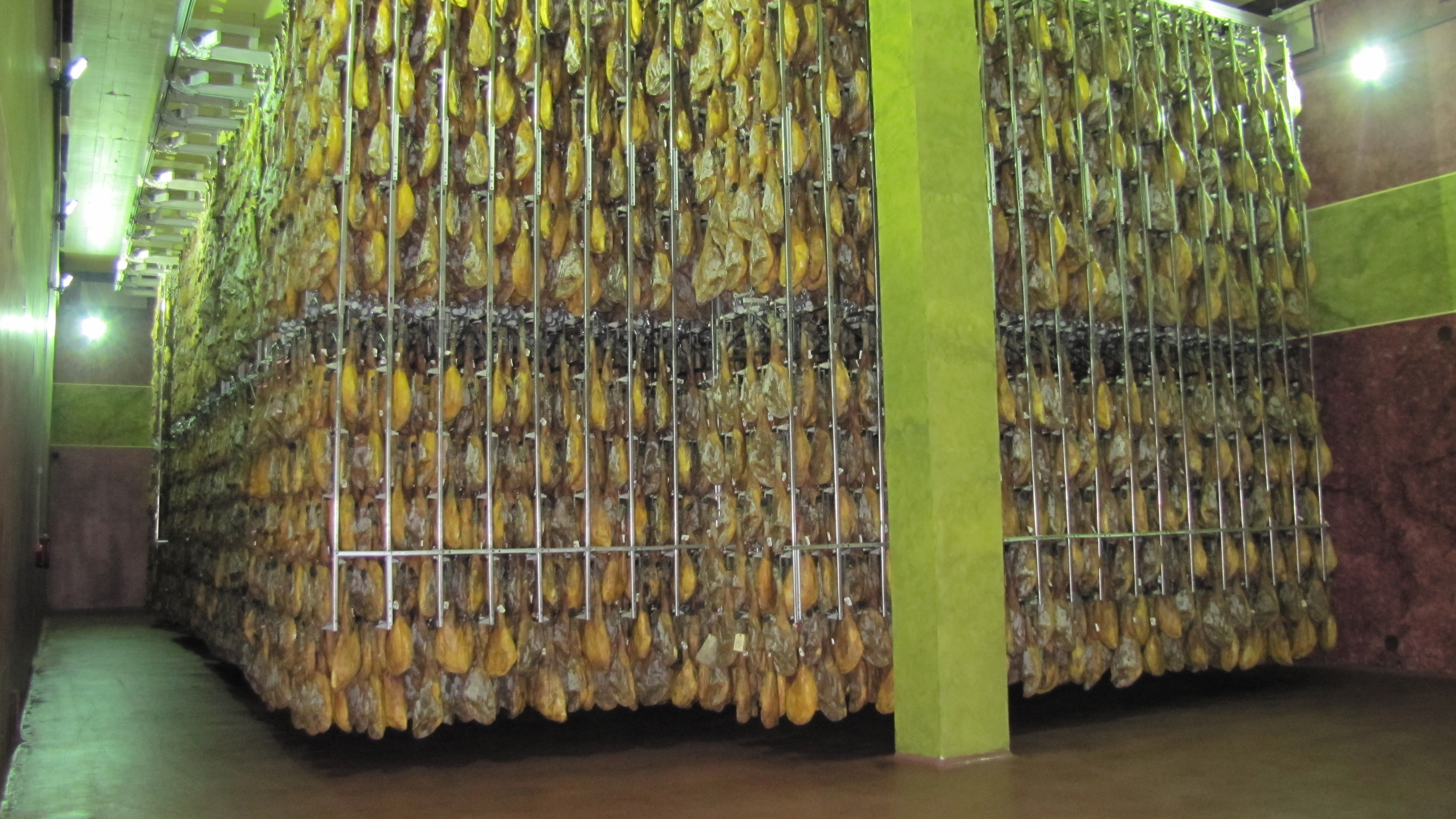
Una bodega de curación de jamones ibéricos en Guijuelo.

- Jamón Ibérico D.O.P. Jabugo. Jamón elaborado en el parque natural Sierra de Aracena y Picos de Aroche, en los pueblos de Cumbres Mayores, Cortegana, Jabugo, Encinasola, Galaroza, etc., que conforman la zona de elaboración de la Denominación de Origen Protegida de Jabugo.[5]
- Jamón Ibérico D.O.P. Los Pedroches (provincia de Córdoba). Forma exterior alargada, estilizada, perfilada mediante el llamado corte en V. Conserva la pata y la pezuña para facilitar su identificación. Color característico del rosa al rojo púrpura y aspecto al corte con grasa infiltrada en la masa muscular.[6]
- Jamón Ibérico D.O.P. Jamón de Guijuelo. Desde el siglo XVI los cerdos característicos de esta denominación se crían en las estribaciones de las sierras de Gredos y Béjar, dentro de las comunidades autónomas de Castilla y León y Extremadura, así como en Andalucía y Castilla-La Mancha. La zona de elaboración amparada está constituida por 77 municipios del sureste de la provincia de Salamanca, siendo la localidad cabecera la propia Guijuelo.[7] El 60 % de la producción española de jamón ibérico pertenece a la D.O. Jamón de Guijuelo.[8]

- Jamón Ibérico D.O.P. Dehesa de Extremadura. La zona de producción se sitúa en las dehesas de alcornoques y encinas de Cáceres y Badajoz. Del total de superficie de dehesa de la península, Extremadura cuenta con cerca del millón de hectáreas. En mayo de 1990, se aprobó el reglamento de la Denominación de Origen Dehesa de Extremadura, siendo ratificado por el Ministerio de Agricultura en el Boletín Oficial del Estado de 2 de julio de 1990.[9]

Es interesante aclarar el significado de denominaciones comerciales que gracias al marketing son utilizadas frecuentemente, y de denominaciones populares ampliamente utilizadas, pese a su ambigüedad y que pueden llevar a cierta confusión:
Jamón de Pata NegraQue es una denominación popular (y prohibida por el Ministerio de Agricultura por su ambigüedad) que se refiere al color de la pezuña del animal y, en algunos casos, al color del cerdo ibérico, si bien dentro de las variedades genéticas se dan cerdos ibéricos lampiños, rubios de Cádiz, torbiscales, etc. Pero este nombre popular asociado a la calidad del jamón induce a error. La coloración de la pezuña responde a la queratina.
Jamón de JabugoJabugo es una localidad de Huelva conocida por su tradición jamonera, pero allí también se cría cerdo blanco, por lo que de ser jamón ibérico debe estar etiquetado y amparado por la Denominación de Origen Protegida Jabugo.
Jamón 5J"5J" es la denominación comercial de la empresa Cinco Jotas, que tiene copyright. Estos "jamones Cinco Jotas" son producidos bajo la Denominación de Origen Protegida Jabugo y para valorar su calidad, la marca comercial, deja plasmada en la etiqueta identificativa de la pieza (vitola). De esta forma en esta etiqueta debe aparecer "jamón" o "paleta", "ibérico" si lo es, y "bellota" si lo fuere, independientemente de la denominación comercial del fabricante como puede ser 5J, 7 Bellotas o 3J.